# Léon De Lathouwer
Léon De Lathouwer-Hoogewijs (19 de setembro de 1929 — 7 de agosto de 2008) foi um ciclista belga e campeão olímpico no ciclismo de estrada. Se tornou profissional em 1952 e competiu até o ano de 1959.
Como amador, competiu como representante de seu país nos Jogos Olímpicos de Verão de 1948 em Londres, onde conquistou a medalha de ouro no contrarrelógio por equipes, junto com Lode Wouters e Eugène van Roosbroeck. Na estrada individual terminou em quarto lugar. Naquele mesmo ano venceu o Tour da Bélgica amador e no ano seguinte foi proclamado campão da Bélgica amador.
Como profissional, destaca duas vitórias no Campeonato de Flandres, em 1953 e 1955.